# Історичний міф

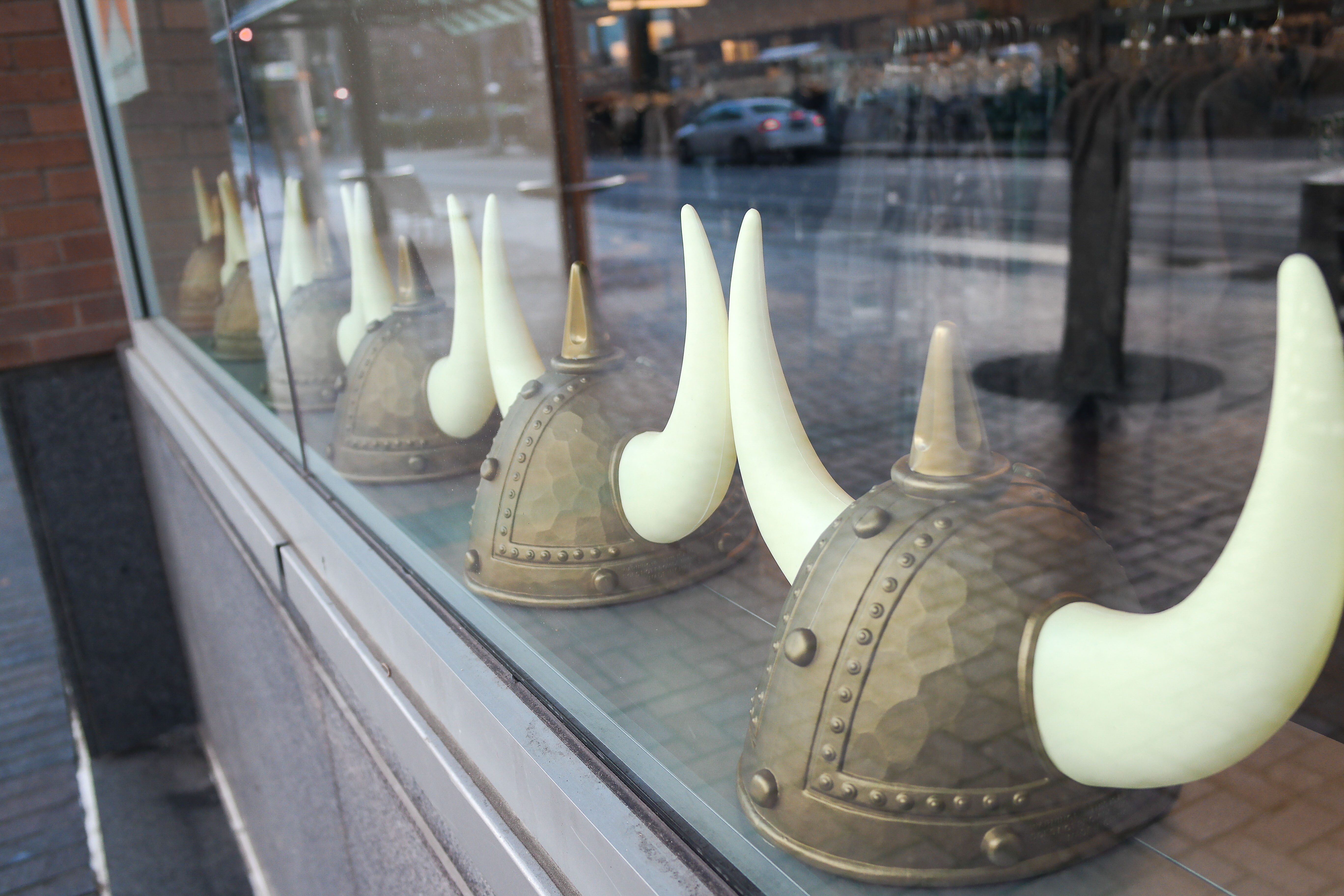
Один з найпоширеніших історичних міфів — уявлення про те, що вікінги, буцімто, носили рогаті шоломи

Істори́чний міф — своєрідна, як правило, спотворена форма історичної свідомості, в якій конкретні знання й інтерпретації процесів, подій, явищ і фактів минулого передаються за допомогою образів, символів, переказів, легенд та інших емоційно-психологічних, ірраціональних, інтуїтивних компонентів, що сполучаються з вибраними тенденційними елементами логіко-раціонального пояснення.
Міф та історія є різними способами погляду на минуле. Історичний метод обов'язково передбачає встановлення хронологічних рамок подій для того, щоб створити послідовний історичний наратив. Це вимагає наявності писемності для того, щоб суперечливі версії минулого могли бути записані та проаналізовані. Якщо писемність відсутня або обмежена, традиції, закладені в міфи через усну передачу, можуть ставати основними джерелами минулого. Міф є первинною та найдавнішою формою історичного мислення, в якій цілісне представлення минулого будується шляхом нерозчленованого поєднання реального з ідеальним, об'єкта з його образом, природного й надприродного, зовнішнього та внутрішнього, душі й тіла, індивідуума та соціуму тощо. В основі міфу є масове, колективне переживання, яке виступає як спосіб витлумачення дійсності за допомогою продукування образів, що ототожнюються з окремими явищами реальності.

## Опис поняття
Історичний міф пов'язаний з космогонічною й антропогонічною міфологіями, тобто з міфами про загальне становлення і руйнування Всесвіту, походження людини (наприклад, вавилонський чи шумерський міф про створення світу). Вважають, що історичний міф походить від архаїчного (класичного) міфу який виник у процесі переходу від одухотворення природи до персоніфікації та символічної репрезентації світу культури. У цьому розумінні міф виступає як початкова структура культури, зокрема в сенсі артикуляції її зародкових форм, врешті-решт — як первинна формація самих стилів і укладів культурно-історичного буття. Найвиразніше функції міфу виявляються в первісній культурі, де міф постає як своєрідна картина, в символах і образах якої сприймається й описується світ.

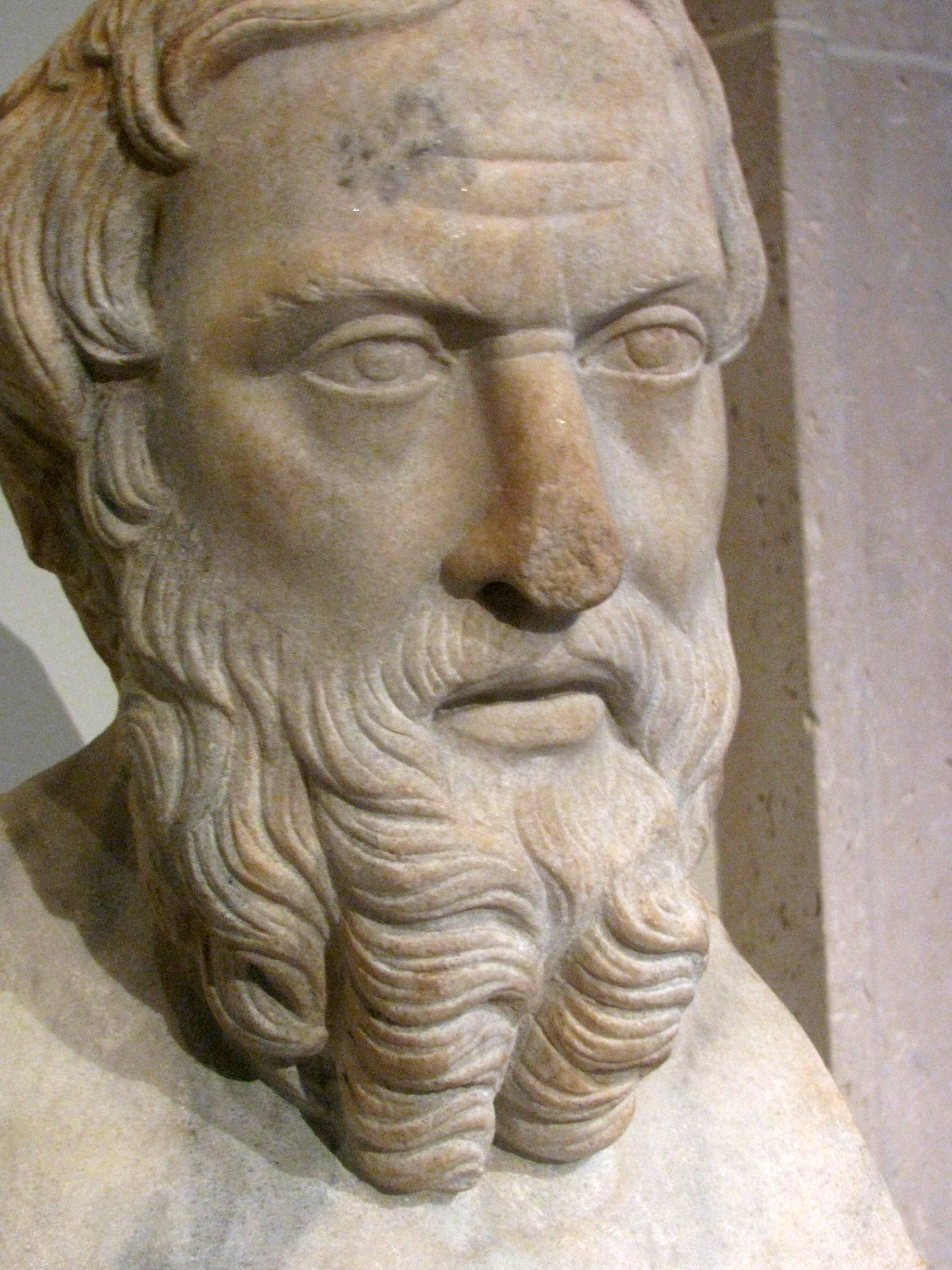
Батько історії, Геродот

Первинними джерелами історичного міфу є усні повідомлення представників старшого покоління, які виступають як очевидці, свідки історичних подій, зокрема як хранителі пам'яті певної спільноти (етносу, суспільства, культу тощо). Зокрема у працях еллінського письменника Геродота, так званого «батька історії», була оригінальна ідея написати розповідь про боротьбу між античним світом та його «варварськими» сусідами під час перських війн. Його праця об'єднала й оцінила низку різнорідної, часто суперечливої, інформації, що, безсумнівно, робить його істориком. Проте, творчість «батька історії» сповнена тими ж сюжетними моделями, котрі притаманні давньогрецькій міфології (наприклад, «злочин проти богів веде до відплати»). У творі Геродота немає розділення між «міфом» й «історією», міфологічні та реальні події складають загальну дійсність.
Визначальним чинником формування історичного міфу є відсутність критично-скептичних настанов щодо ставлення до «свого» образу («своїх» образів) минулого за родовими, етнічними, національними, соціальними, расовими, статевими, конфесійними, груповими, професійними чи іншими ознаками. Історичний міф базується на іманентній логіці «саморозгортання», скерованій на компонування соціокультурних явищ і процесів задля створення ідеальних конструкцій-образів. Саме «образи» є засадничими елементами в структурі історичного міфу, позаяк мають низку певних рис, ознак, характеристик, властивостей, які впродовж тисячоліть побутують у колективній пам'яті. Натомість поняття як логічно-раціональні складові посідають другорядну та підпорядковану роль, зокрема як певні вкраплення до мережі ідеальних уявлень.
Історичний міф є гетерогенним, пористим утворенням за своєю структурою й семантикою, зокрема, включає важливі, часто визначальні сенсові лакуни відтвореного минулого, так звані непрозорі зони «історичного напівзабуття», які в ньому заповнюються вигаданими або фантастичними уявленнями. Причинність наукової реконструкції в історичному міфі заступають примітивні аналогії та химерні асоціації, а причинно-наслідковий зв'язок підміняється прецедентом, тобто походженням предмета, об'єкта, явища або героя.
Історичний міф виступає в кількох іпостасях. Це — спрощений план світу минулого чи його частини, який адаптований до потреб масової свідомості й одночасно — механізм психічного, емоційного єднання спільноти (соціальної, національної, конфесійної тощо), що компенсує неповність знання та супутні при цьому колективні комплекси й фобії.

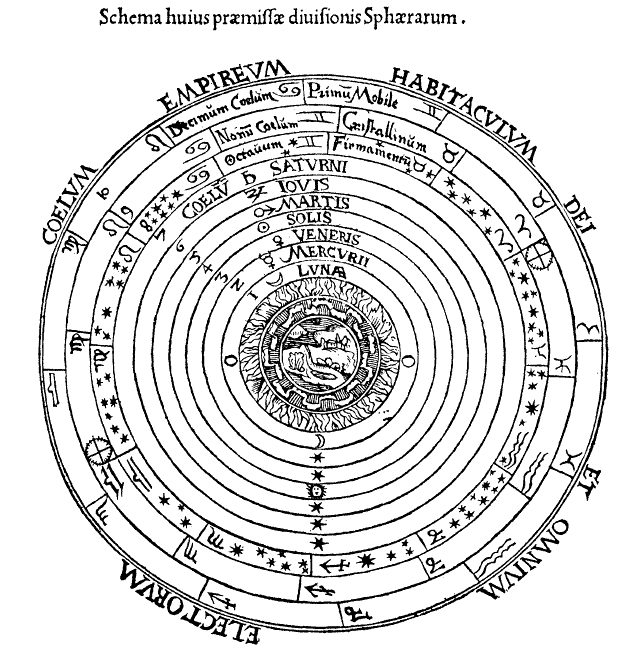
Приклад упорядкованого «Космосу», «Космографія» Петер Апіан

В архаїчній свідомості міфи визначали соціальну орієнтацію історії людини. У широкому сенсі історичний міф перетворює «Хаос» буття минулого на упорядкований «Космос», який створює можливість усвідомлення й сприйняття «світу історії» як якогось організованого, самоочевидного, цілого за певним сценарієм руху. Це відображається в простій і доступній схемі історичного міфу, яка виступає як спосіб осягнення незбагненного в історичної свідомості. Тому інтерпретаційна модель історичного міфу переважно антропоморфна: міф наділяється якостями й рисами, властивими людині.
Природа міфологічних образів є субстанціональною та синкретичною. Суб'єкт історичної дії в історичному міфі персоніфікується у вчинках героя, щодо якого людські спільноти виступають як об'єкт творення історії. Наприклад, образ героя (Гільгамеш, Прометей тощо) в архаїчному (класичному) міфі є посередником між «світом богів» і «світом людей». Заразом переказ діянь «священних», знакових для етнокультурної традиції історій, легендарних чи напівлегендарних осіб супроводжує розповідь про їхнє побутування відповідним сакральним ореолом:
- Заснування Києва — брати Кий, Щек, Хорив та їхня сестра Либідь;
- Хрещення Русі — Володимир Святославич тощо[1].

Особливості давнього історичного міфу полягають у транзитивності й адаптивності його змістовної основи, яка відносно легко переноситься від одного етносу до іншого, асимілюючи нові персонажі та їхні функції.
Характерною ознакою історичного міфу є тією чи іншою мірою співучасть героїв минулого (богів, предків-піонерів, вождів, «батьків-фундаторів», визначних історичних діячів тощо) у житті сучасної генерації. Ця ідея спирається на так звану концепцію міфологічного часу: існування первинного темпорального пласта як «першого» часу (сакрального), в хронологічному шарі якого побутують творці історії, та «вторинного» пласту (профанного часу), в котрому живуть нащадки. Ця часова паралель буття продукує своєрідне становище героїчного, легендарного минулого, що стає позаісторичною вічністю та здатне вдиратися в певні історичні епохи, тобто до сучасності. Так історичний міф сполучає розповідь про минуле (діахронічна складова), пояснення сучасності (синхронічна), а іноді — завбачення майбуття (прогностична). Наприклад, подібні складові містить циклічна періодизація італійського філософа Джамбаттіста Віко: «вік богів», «вік героїв» (як втілення зв'язку «божого» та «людського») та «вік людей». Зрештою, міфологічний час є своєрідним сплавом минулого, сучасного та майбуття, який поєднує загальне й одиничне в синкретичну цілісність.
Така концепція часу задає відповідну композицію і логіку історичного міфу, лейтмотивом яких виступає «священна історія» творіння нації, держави, суспільства, соціальної спільноти чи інституту тощо. Доба так званої «священної історії» є зразковим або «еталонним історичним часом». Взірцем є міф про «золоту добу», який у прото-національній або національній історії протиставляється сучасності (в історії України: «золота доба» козаччини як опозиція до похмурої, сірої «кріпосницької епохи» тощо). Просторово-часовий колорит історичного міфу зумовлений переважно темами пожертви або порятунку спільноти або її вибраної частини, забезпечення культурного буття народу або нації, легітимації певних політичних, соціальних, ідеологічних цілей, світоглядних орієнтирів, ціннісних норм тощо. Наративне представлення історичного міфу подається переважно як усна оповідь, в архаїчних культурах — поетична розповідь у вигляді набору певних метафоричних конфігурацій. Інколи історичний міф репрезентований як самобутній ритуал за певним сюжетом. Зокрема, як текст таких міфів можуть сприйматися і своєрідно осмислені явища минулого, наприклад історичний ландшафт, який прочитується як система знаків (священне місто або «Божий град») чи протрактовується в контексті історичних діянь героїв.
Історичний міф є неодмінною складовою будь-якого типу культури як на стадії її становлення, так і в процесі еволюції й переформатування панівних світоглядних моделей і форм духовно-практичного освоєння світу. Відтак поява й оформлення різноманітних систем раціонально-понятійного знання не призводять до витіснення з духовного життя суспільства елементів міфологічної свідомості. Він, як правило, відіграє особливу, часто навіть виняткову, роль у тих сферах культурного буття, в яких раціоналістичне, логічно-об'єктивоване й організоване світобачення не посідає панівного становища або з якихось причин його втрачає (зміна ідеалів раціональності, пошук світоглядних засад і орієнтирів у контексті розгортання нової історичної доби, засадні перетворення суспільного та державного ладу, деформація й розмивання панівних теоретичних систем, руйнування домінантних ціннісних настанов, трансформація наукових парадигм і академічних взірців тощо).
На відміну від історико-генетичного, компаративного або будь-якого іншого зовнішнього тлумачення історичного міфу, міфологічне мислення зорієнтоване суто на його іманентне розуміння й апріорне трактування. Адже неодмінною властивістю міфу є його просторово-часова замкненість чи «Космос», тобто неповторний ефект «всього у всьому». Саме через це російський філософ Олексій Лосєв зауважив, що «у міфі живуть». Водночас історичний міф вимагає постійної актуалізації його змісту, але за неодмінного збереження первісної сенсової основи. Класичний історичний міф спирається на розмаїття вербальних практик (усні перекази, виконання билин у супроводі музичних інструментів, обрядові співи, фіксовані календарні свята, трагедії та містерії тощо). Подібно до архаїчного (класичного) міфу сучасний соціальний (чи національний) історичний міф має широкий інтерпретаційний діапазон, в основі якого — перманентна актуалізація свого буття. Зокрема, історичний міф у новітній час потребує постійних відтворень і тлумачень. Наприклад, нормативна система масованого й «канонічного» цитування відповідних «класиків» (марксизму-ленінізму, націонал-соціалізму тощо), сакралізованих ідеологічних документів, які супроводжуються спеціальною популярною, роз'яснювальною літературою з відповідними трактуваннями у світлі поточної державної або партійної політики.

## Історичний міф в класичних сюжетах
Первісні сюжети історичного міфу присвячені становленню відповідної системи, яка впорядковує попередній етносоціальний безлад (наприклад, міф про походження якогось «обраного народу» — «арійський міф», «сарматський міф», «кельтський міф» тощо). До класичних сюжетів історичних міфів належать міфи соціальної (етнонаціональної) героїки або героїко-генетичні міфи (міфи-легенди про «батьків-переселенців», «предків-засновників», історико-революційний епос, апологія знакових славетних історичних діянь тощо). Адже «героїчний сюжет» історичного міфу переважно осмислюють як «дивовижну історію» про приховані наміри народних мас, які здійснюються завдяки жертовним актам, славетним звершенням тощо. Водночас низка сюжетів історичного міфу санкціонує культурні приписи та норми щодо функціонування суспільства, приміром, стосовно соціальних матриць індивідуальної та групової поведінки, ритмічності й послідовності певних дій тощо. Зокрема, у традиційному, почасти в передмодерному, суспільстві історичний міф був засобом соціальної, етнічної, релігійної консолідації тієї чи іншої спільноти (наприклад, календарні свята, аграрні культи, сакральні дійства, пов'язані з класичною міфологією тощо). У сучасних соціально-політичних практиках, особливо в тоталітарних і авторитарних суспільствах, споглядаємо низку заходів, пов'язаних з ідеологічними сюжетами історичного міфу, які почасти наслідують ритуальні канони в традиційному суспільстві (першотравнева демонстрація, нацистські «факельна хода» й «обряд посвяти», урочисте та показне обрамлення роботи комуністичних та нацистських партійних з'їздів та інших колективні святкування, які продукують масову ейфорію, експресію тощо). Окреме місце займає історичний міф, пов'язаний з есхатологічними (міф про «кінець світу»), соціально (національно) прогностичними чи утопічними сюжетами (міф про побудову «світлого комуністичного майбутнього», планетарний тріумф «арійської раси», месіанське призначення народу чи нації тощо). Чимало міфологічних сюжетів мають «мандрівний» статус, оскільки запозичувалися різними культурами. Наприклад, відомий сюжет про вибір віри, з яким пов'язувалась християнізація ряду народів середньовічної Європи тощо.
У XIX столітті поширився вплив міфотворчості (політичної, соціальної, національної) на індивідуальну та масову свідомість, зокрема на історієписання та літературну творчість, у тому числі на українське суспільство. Ці засадні трансформації відбулися на культурній хвилі романтизму завдяки спорідненості міфологічного мислення з художніми устремліннями тогочасних європейських інтелектуалів і мислителів, які прагнули сприймати світ за посередництвом мистецтва. Зокрема, натурфілософія Фрідріха Вільгельма Шеллінґа спиралася на ідею єдності світу та його мистецько-художнього осягнення. Відтак історичний міф відіграє важливу роль у генезі багатьох літературних сюжетів, поширенні низки українських міфообразів («Великий Луг-Батько», «Січ-Мати», «Дике Поле» тощо), тем, персонажів, колективних опозицій (козак–лях, козак–москаль) тощо. Міфологічні конструкції або міфорелікти («славне», «героїчне» козацьке минуле) побутують в українських преромантичних (наприклад, «Історія Русів») і романтичних наративах («Книга буття українського народу», «Кобзар» тощо). Важливими віхами в поширенні й циркуляції міфів у XIX столітті, зокрема в урізноманітненні сюжетів історичних міфів, стали теорії героїв і героїзму Томаса Карлайла та расової нерівності Жозефа Артюра де Гобіно. Самобутня спроба опанувати й пояснити логіку історичного міфу мистецькими засобами в контексті тодішньої цивілізації представлена в музичній драматургії Ріхарда Ваґнера. Наприкінці XIX — на початку XX століття модерністська естетика та філософія у світовій соціогуманітаристиці та культурі спричинилися до застосування історичного міфу як інструменту впливу та формування колективної, масової свідомості. Приміром, до міфотворчості вдавалися репрезентанти неоромантичного історієписання так звані бездержавних чи скривджених європейських націй (чеської, польської та інших), котрі прагнули оновити проєкти «винайдення» національно-державницьких традицій й актуалізувати пошуки свого місця в системі європейського модерну. В українській історичній науці неоромантичні тенденції виразно проступають у працях В'ячеслава Липинського (наприклад, у праці «Переяславська легенда»), Степана Томашівського та інших. Водночас побутували проєкти й соціальної та політичної міфотворчості. Так, французький теоретик анархо-синдикалізму Жорж Сорель розглядав міф як базисну структуру класової (пролетарської) свідомості, побудовану не на знаннях, а на вірі. У такому сенсі міф постає як психологічний імператив, що інспірує соціальну волю, приміром, як об'єднавча сила (волюнтаризм), що задає й організовує вектор руху натовпу тощо.

## Національні історичні міфи
Впродовж XIX—XX століть значного поширення набули національні історичні міфи. Вважається, що вони є складною й організованою знаковою системою, яка має кілька компонентів: ієрархію стереотипів, ідеалів, уявлень, оцінок тощо. Відтак національні історичні міфи часто тлумачиться як особлива мова, своєрідний культурний код певного народу або нації. Причому засвоєння такої міфологічної «мови» трактують як необхідну умову для внутрішньої комунікації й інтеграції цієї спільноти. У типологічному плані вирізняють низку традиційних сюжетів національного історичного міфу, які мають легітимаційне призначення в контексті апології національно-державницьких ідей:
- про етнічну однорідність (перебільшення ступеня етнічної консолідації в домодерну давнину);
- про автохтонність (обстоювання ідеї про надзвичайно давні джерела національної культури та мови);
- про прабатьківщину (проєкти етнополітичного конструювання національно-державного буття внаслідок так званої історичної території давнього розселення етносу);
- про політичну, культурну або лінгвістичну спадкоємність (абсолютизація традицій наступності з певною державою, культурою, цивілізацією, етносом);
- про «етнічну родину» («зазіхання» на культурну спадщину споріднених етносів або націй);
- про походження або давніх предків (намагання ідентифікувати своїх пращурів з відомими народами класичної давнини чи середньовіччя);
- про тисячолітню (і навіть тривалішу) безперервну й однорідну національну історію (ігнорування або ретушування культурних, етнополітичних розривів і розломів історичного буття народу або нації);
- про подію чи міф-подію (трактування знакових, доленосних звершень у національній або соціальній історії, їхніх причин, мотивацій та ролей учасників);
- про народне сказання або міф-переказ (пам'ять про народну або національну славу, незвичайні випробування, жертовну спокуту);
- про героїв (фундатори держави, уславлені політичні та військові вожді) тощо[1].

## Історичний міф і політична неоміфологія
Ідеологи та політичні провідники XX століття часто використовували родовий досвід людства в побудові низки псевдо- та неоміфологій для реалізації різних політичних проєктів — від формації тоталітарних й авторитарних режимів до просування демократичних моделей. Зокрема, відбувалася суцільна ідеологізація історичного міфу в контексті політичних потреб. У політичних теоріях другої половини XX століття проблема історичного міфу, пов'язаного з національною державою, сполучилася з темою лідерства та моделювання реакцій та поведінки натовпу в межах сучасного масового суспільства. Зокрема вивчалися політичні технології, які за допомогою історичних міфів руйнують групове й приватне життя індивіда, вводять його в стан тотального публічного існування та перманентного натхнення. Заразом розглядалася роль історичного міфу в знищенні традиційного політичного ладу з метою створення нового режиму. Провідне місце в «політичній неоміфології» посідають конструкції, які легітимізують тоталітарний порядок: ритуали пошанування «героя-вождя» в нацистському та радянському режимах, образи-міфологеми «новітніх героїв» («арійських надлюдей», пролетарських «висуванців»), що драматизують і навіть театралізують різні форми суспільного буття, передусім виробництво («соціалістичні змагання» ударників, «битва за врожай» тощо), атмосферу повсякденного побуту й родинних відносин (наприклад, «геройський вчинок» Павлика Морозова), ідеологічно дозволені види творчості, спортивні змагання (наприклад літні Олімпійські ігри 1936 року) тощо. Апогей штучної міфотворчості спостерігається за часів тоталітаризму, коли історичний міф став одним з основних засобів маніпулювання суспільною свідомістю в нацистській Німеччині (міф про «тисячолітній Рейх») та в СРСР (міф про квазіспільноту — «радянський народ»). Врешті, відомий угорський соціолог і філософ Карл Маннгайм зауважував, що будь-яка ідеологія містить міфологічний елемент.
Процес масової ідеологізації та численних ревізій історичного міфу трактується неоднозначно і досить суперечливо. За афористичним висловом французького критика Ролана Барта, у наш час міф перетворив історію на ідеологію. Німецький філософ Курт Гюбнер тлумачив національний міф як «необхідну складову досвіду сучасної людини», причому обстоював тезу, що «наукову думку не варто цінувати вище, ніж історичний міф». Натомість британський філософ Ернест Ґеллнер вважав, що національний міф є продуктом сучасної епохи, зокрема, кваліфікує його як «вигадану історію чи небезпечну брехню, котра чарує і тому перешкоджає осягнути сутність нації та її буття».
Сучасний історичний міф, попри свою ірраціональну, суперечливу природу, раціоналізується засобами спрямованого навіювання на масову свідомість, такими як: пропаганда, агітація, медійні шоу, продукування штучно сконструйованих міфологічних образів, завуальоване і приховане ідеологічне супроводження інформаційних потоків у засобах масової інформації й мультимедіа (кінопродукція, інтернет) тощо. У теоріях масової комунікації проблематика міфу порушується в розробці технологій і механізмів вербального та невербального маніпулювання масовою свідомістю, насадження певних стереотипів поведінки, мислення, споживання, навіть моди та мистецьких уподобань. Зокрема роль традиційних героїв минулого значною мірою заступили чи підмінили міфологічні образи провідних персонажів кінофільмів, рекламних роликів, відеокліпів, літературних бестселерів і популярних блоґерів. Своєрідною фабрикою виробництва «нових міфів» про героїв, у тому числі «кіношних», зокрема про відомих постатей минулого, у XX столітті став Голлівуд, який розповсюдив свій вплив на всю планету.
Вважають, що продукування новітніх міфів пов'язане з кардинальними трансформаціями свідомості «масової людини», яка прагне віднайти орієнтири у швидкоплинному, ба навіть бурхливому сучасному світі. Відтак деякі науковці обстоюють думку, що засоби масової інформації та мультимедіа звертають і занурюють індивідуума в новітню «міфореальність». Наприклад, традиційні та нові міфологічні образи використовують у численних стилізаціях з масової культури, зокрема у віртуальному просторі. Такий трансльований міфологічний образ зберігає єдність колективної пам'яті та має здатність до постійного оновлення, що підвищує його можливості щодо поглинання інформації та її символічної репрезентації. Ці якості дають змогу знаковим механізмам бути оптимальним засобом трансляції міфологічної конструкції та пов'язаного з нею соціального ритуалу в масовому суспільстві.
Іноді історичний міф може виникати стихійно, як реакція на певні соціокультурні зрушення (розпад імперій, сплеск етнонаціональної пасіонарності, глобальні соціально-політичні, економічні трансформації тощо) або культурні явища (культове поклоніння так званим «ідолам і богам» масової культури, наприклад, «бітломанія», субкультурні та контркультурні практики тощо), але частіше створюється та поширюється цілеспрямовано.
Сучасний історичний міф є однією з фундаментальних, глибинних складових свідомості «масової» людини, звернених до давньої функції міфотворчості — творення простої та доступної картини світу, яка схематично трактує суспільні явища, процеси й факти. У цьому сенсі міф є адаптивним феноменом суспільного буття, позаяк допомагає формувати комфортне психологічне та духовне середовище, своєрідний ізольований прихисток для існування людини, продукує відчуття захищеності й ілюзію розуміння та близькості соціального середовища. Відтак за допомогою міфу намагаються створити символічну, часто-густо полярну, чорно-білу картину дійсності, що репрезентує архетипічний (закодований) досвід певної соціальної або національної спільноти.

## Історичний міф і повсякденні міфи
Особливе місце посідає повсякденний історичний міф, який теж є своєрідним опредметненням колективних фобій та переживань, зокрема представлених у вигляді яскравих і доступних образів масових очікувань, страхів та надій (образи «ворога» або «чужого», «сильного», «мудрого», «доброго» провідника нації чи керманича країни, патерналістської «держави-батька» тощо). Повсякденний історичний міф відтворюється на рівні спонтанного життєвого досвіду та побутової свідомості, а також під час кризових, переломних ситуацій, які вимагають колективної соціальної дії, що підпорядкована чужій, сторонній волі. Сюжети таких міфів санкціонують розгул ксенофобії, насильства, терору, протиправних дій тощо. Водночас історичний міф на злободенні теми зазвичай доповнюється гучною політичною риторикою, огульним тавруванням опонентів, піднесенням псевдопатріотизму, демонстративними популістськими акціями тощо. Власне, повсякденний міф є способом масового переживання та колективної віри у сподіване розв'язання злободенних проблем соціального життя.
Міфи репрезентують найзначніші й найтонші уявлення про параметри існування тієї чи іншої спільноти: родові розрізнення у вигляді бінарних опозицій на кшталт «свій — чужий», впорядкувальні чинники, що освоюють простір і час, минуле й майбуття певної спільноти тощо. Тому міф є неабияким засобом колективної саморефлексії та самовизначення. Надзвичайно важливу роль історичного міфу відіграє в так званих «перехідних суспільствах», зокрема в процесі формування національної ідентичності, яка спирається на сутнісні особливості міфологічного мислення. Такими особливостями є тісний взаємозв'язок міфу з масовою свідомістю, його ірраціональний характер, нерозчленованість приватного та публічного, апелювання до інтуїції тощо. Завдяки міфові індивідуум отримує такий образ чи образи світу, в якому всі елементи структуровані та співвіднесені з самою людиною настільки, що кожна дія є компонентом загальної структури.
Важливу роль у сучасній масовій свідомості відіграє історичний міф про героя або героїв. Такі міфи надають самоцінного значення індивідуальній екзистенції «масової людини», зокрема, створюють для неї «ідеальні» зразки поведінки («соціального гвинтика», «універсального споживача», «мученика-месника», «фаната-вболівальника», «борця-патріота» тощо). Відтак міфи легітимізують і вводять до соціальних практик нав'язані зверху стереотипи поведінки, а людина з масового суспільства включається до адаптаційного механізму чинного громадського порядку (міфи про «американську мрію», «технологічне суспільство», «соціальне суспільство загального благоденства» тощо).
Міфічні образи героїв сучасного суспільства, як правило, представлені тільки чеснотами. Усі позитивні якості максимально акцентуються чи навіть абсолютизуються, позаяк за канонами мас-медіа міф про «нового героя» вимагає: жити в тих же умовах, мати ті ж звички, говорити тією ж мовою, що й «масова людина». Заразом міф про героя в добу соціокультурних зрушень часом спричиняється до поширення інновацій та започаткування новітніх традицій соціуму. Головна ж мета, яку висувають сучасні творці міфів у перехідному суспільстві, полягає в руйнуванні старих, створенні й легітимації нових соціальних норм і моделей поведінки, тобто у формуванні таких ціннісних настанов, які допомагають сприймати «новітні взірці» як природні й вічні в певній спільноті.
Джерела сучасних інтерпретацій міфів, у тому числі історичного, пов'язують із Джамбаттістою Віко, який вважав, що світ минулого можна пізнати за допомогою реконструкції ідей та думок, об'єктивованих у міфі. У добу Просвітництва міф розглядався, у першу чергу, у логіко-раціоналістичному сенсі як архаїчний продукт забобонів, середньовічної схоластики й обскурантизму. У часи німецького романтизму ширилася теорія міфу, за якою міфологічний образ тлумачився в органічній єдності зі своїм змістом-символом. У другій половині XIX століття вирізнялися два магістральні напрями вивчення міфу:
1. порівняльно-історичний або лінгвістичний[ком. 10], що спирався на романтичну традицію, за якою походження міфу розглядалося як «хвороба» мови, тобто в контексті співвідношення його семантики та метафоричної будови;
2. «антропологічний» чи «еволюціоністський»[ком. 11], який послуговувався порівняльною етнографією, зокрема, тлумачив міф як елемент «протонауки»[1].

Постає і низка оригінальних потрактувань міфу, зокрема, Фрідріх Ніцше розглядав міфи як життєві передумови існування будь-якої культури. У XX столітті теорії міфу розробляли кілька наукових шкіл: ритуальна, функціональна і соціологічна. Висувалася й обґрунтовувалася низка теорій міфу. Символічна теорія, фундатором якої є німецький філософ-неокантіанець, Ернст Кассірер, тлумачить міф, поряд з мовою та мистецтвом, як автономну «символічну форму» культури, своєрідну замкнену систему. Відтак міфологічна свідомість порівнюється зі специфічним «кодом», який потрібно віднайти, щоб розшифрувати й осягнути сенс історичного мислення та, навіть, фундаментальні цінності тієї чи іншої культури. Психологічна теорія швейцарського психолога та філософа Карла Густава Юнґа пов'язує витлумачення значення міфу з «архетипом» колективного несвідомого, тобто психічних і соціальних станів (наприклад, у давньогрецьких міфах про Едіпа та про Електру), які потребують спеціальної інтерпретації. Структуралістська теорія (французький етнограф і соціолог Клод Леві-Строс) розглядає міф як універсальну структуру людської свідомості, зокрема як сферу позасвідомих логічних операцій та особливий інструмент розв'язання суперечностей (засіб зняття всіх опозицій). Засади семіотичної теорії заклав французький критик Ролан Барт, який трактував міф не тільки як форму наративу (вторинну семіотичну систему), а й феномен повсякденності, зокрема як спосіб комунікації. На його думку, міф нічого не приховує і нічого не афішує, а тільки деформує: міф не є ні брехнею, ні істинним визнанням, він є спотворенням. Побутує й низка інших теорій або концепцій міфу, які вирізняються багатоманітністю та контроверсійністю підходів.

## Українські історичні міфи
Українські міфи постали на перехресті кількох культурних традицій: слов'янської, вибудуваної на індоєвропейській та праслов'янській міфологічних моделях світу, а також на античному та християнському міфосприйнятті. Це зумовило надзвичайно складну рецепцію різних міфологічних картин світу в українських історичних міфах.
З доби античності праукраїнський, пізніше — український, культурний простір був ареною поширення багатьох міфів. Згодом тривале історичне побутування українських земель у складі різних держав (Золотої Орди, Великого князівства Литовського, Речі Посполитої, імперій Габсбургів і Романових, Другої Речі Посполитої, СРСР тощо), які належали до різних соціокультурних (цивілізаційних) комплексів, спричинило циркуляцію різноманітних історичних міфів. Чимало з них постало з російської державницької традиції та різноманітних імперських практик. Зокрема, походження та роль низки російських історичних міфів розглянув американський історик Едвард Кінан, зокрема про Київ або києво-руську спадщину:
- «Московія як серцевина й основа для Російської імперії та СРСР і водночас як основний і прямий спадкоємець політичного й етнонаціонального спадку Київської Русі»;
- «московська експансіоністська місія або так зване „збирання руських земель“»;
- «Москва як єдина наступниця візантійської культурної та політичної традиції» (концепт «Москва — Третій Рим»);
- «Московщина як провідник антитатарського хрестового походу», зокрема першого великого московського підкорення неруських територій — Казанського й Астраханського ханств у середині XVI століття;
- «завоювання Білої Русі й „приєднання“ України» як релігійно-політична (православна) місія московських царів тощо[1].

Ширилися польські історичні міфи щодо української історії. Серед них велике місце посідали міфи про:
- «сарматське походження»;
- «цивілізаційну місію польського католицизму на „східних кресах“ Речі Посполитої», яка побутувала в метафоричній формулі про «здобич польського плуга» на Сході;
- «Річ Посполиту як „житницю“ середньовічної та ранньомодерної Європи»;
- «ідеальний державний устрій Речі Посполитої для всіх її народів»;
- «культурне призначення католицької Польщі як охоронця європейської християнської цивілізації від мусульманського, турецько-татарського, пізніше атеїстичного, більшовицького світів» (концепція Antemurale Christianitatis[en] — «передмур'я християнського світу» й похідний від неї антемуральний міф[en]) тощо[1].

За тоталітарної доби українського минулого стала об'єктом цілеспрямованої міфотворчості ідеологів радянського режиму, які наслідували старі російські імперські традиції й адаптували їх до новітніх вимог у контексті досягнення телеологічної мети — об'єднання («возз'єднання») історії східнослов'янських народів. Низка «нових» та перелицьованих «старих» імперських міфів циркулювала на теренах радянського історієписання з обсягу українського минулого:
- «Радянська Україна як „молодша сестра“ Радянської Росії»;
- «спільна», єдина історія трьох «братніх східнослов'янських народів»;
- міфологічна схема приєднання України до царської Росії як «меншого лиха» (побутувала від кінця 1930-х років),
- міфічна концепція добровільного «возз'єднання України з Росією» (відомі «Переяславські тези» ЦК КПРС 1954 року) тощо.

Сучасні науковці обстоюють думку, що процес творення імперських культурно-історичних образів був досить складним. Зокрема, певна роль у творенні «нових» імперських міфів належала й українським інтелектуалам. Цей процес уявляють у вигляді своєрідного, досить суперечливого «діалогу» місцевої культурної еліти з провідниками радянського режиму.

Космологія «силенковства»

Масова свідомість пострадянської доби з її духом тотальної комерціалізації, відчуттям безмежного розчарування та готовністю до перманентних викривальних розвінчань стала сприятливим ґрунтом, на якому поширилися «паранормальні» та псевдонаукові візії, що спричинилися до сучасного «міфологічного сплеску»: «українське прочитання» арійського міфу (зокрема, такими псевдоісториками, як Юрій Канигін, Юрій Шилов та іншими), міф про «прадавні» українську мову та державу за кілька тисяч років до нашої ери тощо. Подібні тенденції побутують і в інших пострадянських країнах, зокрема в Росії. У російській історичній науці навіть уживається спеціальний термін щодо таких «міфотворчих праць», введений істориком Дмитром Володихіним — «фолк-хісторі» (що пов'язується з діяльністю таких псевдоісториків, як Лев Гумільов, Борис Акунін, Анатолій Фоменко, Михайло Задорнов, Анатолій Кльосов та багатьох інших).
Загалом в українських академічних практиках, пов'язаних із соціогуманітаристикою, спостерігаються амбівалентні тенденції. З одного боку, відбувається міфологізація низки відомих понять (держави, народу або нації, спільноти, колективу, техніки тощо), особливо на тлі загального етнополітичного ренесансу у пострадянському соціокультурному просторі. Приміром, британський історик та політолог Ендрю Вілсон запропонував власну класифікацію історичних наративів і міфів, які вважає визначальними для української «уявної спільноти»: «міфи старовини й загального походження», «міфи національного характеру і ворожого „іншого“», «міф національного Відродження» тощо. З іншого боку, ширяться деміфологізація, звільнення від успадкованих поглядів, уявлень і дефініцій радянської доби, зокрема від їхнього міфічного ореолу та символічного підтексту. Водночас у пострадянські часи історичний міф вивчається багатьма українськими науковцями з обсягу дослідницьких перспектив різних соціальних та гуманістичних дисциплін.

### Виноски
1. 1 2 3 4 5 6 7 8 9 10 11 12 13 14 15 16 17 18 19 20 21 22 23 24 25 26 27 28 29 30 31 32 33 34  Ясь, 2009.
2. ↑  Myth and history. в онлайн-версії «Encyclopædia Britannica». Процитовано 6 березня 2023. (англ.)
3. 1 2  Вико, 1994.
4. ↑  Лосев, 1982.
5. ↑  Лосев, 1991.
6. ↑  Лосев, 1994.
7. ↑  Карлейль, 1908.
8. ↑  Гобино, 2001.
9. 1 2  Манхейм, 2000.
10. 1 2 3  Барт, 1996.
11. ↑  Хюбнер, 1996.
12. ↑  Шлеґель, 2003.
13. ↑  Леви-Брюль, 1930.
14. ↑  Кассирер, 2000.
15. ↑  Кассирер, 2002.
16. ↑  Юнг, 1997.
17. ↑  Кінан, 2001.
18. ↑  Єкельчик, 2008.
19. ↑  Володихин, 1998.
20. ↑  Wilson, 1998.

### Англомовні
Статті
- John A. Armstrong. Myth and History in the Evolution of Ukrainian Consciousness // Ukraine and Russia in their Historical Encounter / Edited by Peter J. Potichnyj, Marc Raeff, Jaroslaw Pelenski, Gleb N. Zekulin. — Edmonton, 1992. — P. 125—140. — ISBN 0-920862-84-5.
- Plokhy S. M. Historical Debates and Territorial Claims: Cossack Mythology in the Russian-Ukrainian Border Dispute // The Legacy of History in Russia and the New States of Eurasia. — London, 1994. — Вип. vol. 1. — С. 147—170.
- Andrew Wilson. National history and identity in Ukraine and Belarus // Nation-building in the Post-Soviet Borderlands: The Politics of National Identities / Graham Smith, Vivien Law[en], Andrew Wilson, Annette Bohr and Edward Allworth[en]. — Cambridge : Cambridge University Press, 1998. — P. 23—47. — ISBN 978-0-521-59968-9.

Енциклопедії
- Myth and history. в онлайн-версії «Encyclopædia Britannica». Процитовано 6 березня 2023.

### Російськомовні
Монографії
- Барт Р. Мифологии / Пер. с фр., вступ. ст. и коммент. С. Зенкина. — М. : Изд-во им. Сабашниковых, 1996. — 351 с. — (Философские технологии) — ISBN 978-5-8291-0979-0.
- Вико Дж. Основания Новой науки об общей природе наций[en] / Перев. с итал. А. А. Губера. — М.—К. : ИСА, 1994. — 618 с. — (Собрание Латинского Клуба) — ISBN 5-87983-017-9.
- Вольтман Л.[de]. Политическая антропология: Исследование о влиянии эволюционной теории на учение о политическом развитии народов / Перевод с немецкого: Оршанский Г. Г. — СПб : Изд-во О.Н. Поповой[ru], 1905. — 336 с.
- Геллнер Э. Нации и национализм / Пер. с англ./Ред. и послесл. И. И. Крупника[ru]. — М. : Прогресс, 1991. — 320 с. — ISBN 5-01-002692-9.
- Гобино, Жозеф Артур де. Опыт о неравенстве человеческих рас. — М. : «Одиссей» — «Олма-пресс»[ru], 2001.
- Гуревич А.Я. История и Сага. — М. : Наука, 1972. — 202 с. — (Из истории мировой культуры[ru])
- Доусон К.-Г.[en]. Боги революции / пер. с англ., вступ. ст. и коммент. К. Я. Кожурина[ru] ; предисл. А. Дж. Тойнби. — СПб. : Алетейя[ru], 2002. — С. 332. — (Миф, религия, культура) — ISBN 5-89329-468-8.
- Золотарев А.М.[ru]. Родовой строй и первобытная мифология. — М. : Наука, 1964. — 328 с.
- Элиаде М. Миф о вечном возвращении: Архетипы и повторяемость / Пер. с фр. Е. Морозовой, Е. Мурашкинцевой; науч. конс. к. и. н. Я. Чеснов[ru]. — СПб. : Алетейя[ru], 1998. — 250 с. — (Миф, религия, культура) — ISBN 5-89329-081-3.
- Кара-Мурза С. Манипуляция сознанием[ru]. — М. : Изд. ЭКСМО-Пресс, 2001. — С. 832.
- Карлейль Т. Герои, почитание героев и героическое прошлое / Пер. В. Яковенко. — 3-е изд. — СПб, 1908.
- Кассирер Э. Избранное: Индивид и Космос. — М.–СПб. : Университетская книга, 2000. — 654 с. — (Книга света) — ISBN 5-7914-0023-3.
- Кассирер Эрнст. Философия символических форм[de]. — М.; СПб. : Университетская книга, 2002. — Т. 2. Мифологическое мышление. — 280 с. — (Книга света) — ISBN 5-94483-003-4.
- Кольев А.[ru]. Миф масс и магия вождей. — М. : Национальный институт развития, 1998. — 432 с.
- Лаку-Лабарт Ф., Нанси Ж.-Л. Нацистский миф / пер. с франц. С.Л. Фокина[ru]. — СПб. : Владимир Даль, 2002. — 77 с.
- Лескинен М.В. Мифы и образы сарматизма. Истоки национальной идеологии Речи Посполитой. — М. : Институт славяноведения РАН[ru], 2002. — 178 с.
- Лосев А. Ф. Знак. Символ. Миф. — М. : Изд-во Моск. ун-та[ru], 1982. — 480 с.
- Лосев А. Ф. Миф. Число. Сущность. — М. : Мысль, 1994. — 920 с. — (Философское наследие) — ISBN 5-244-00747-5.
- Лотман Ю. М. Миф–имя–культура // Избранные статьи: В 3 т. — Таллинн : Александра, 1992. — Т. 1: Статьи по семиотике и типологии культуры. — 479 с. — ISBN 5-450-01551-8.
- Карл Манхейм. Избранное: Социология культуры. — М.; СПб. : Университетская книга, 2000. — 501 с. — (Книга света) — ISBN 5-323-00011-2.
- Мелетинский Е.М. Поэтика мифа / Ред. кол.: Е. М. Мелетинский (председатель), С. Ю. Неклюдов[ru] (секретарь), Е. С. Новик[ru], Б. Л. Рифтин[ru]. — М. : Наука, 1976. — (Исследования по фольклору и мифологии Востока[ru])
- Найдыш В. М. Философия мифологии: От античности до эпохи романтизма. — М. : Гардарики, 2002. — ISBN 5-8297-0115-4.
- Пленков О. Ю. Мифы нации против мифов демократии: Немецкая политическая традиция и нацизм. — СПб. : Изд-во Рус. Христ. гуманитар. ин-та, 1997.
- Полосин В. С.[ru]. Миф. Религия. Государство. — М. : Ладомир[ru], 1999. — 440 с. — ISBN 5-86218-173-3.
- Пропп В. Исторические корни волшебной сказки. — Л., 1946.
- Пропп В.Я. Мифология сказки / Ред. кол.: И. С. Брагинский[ru], Н. И. Конрад, Е. М. Мелетинский. Д. А. Ольдерогге[ru] (председатель), Э. В. Померанцева, Б. Л. Рифтин[ru] (секретарь), А. Токарев. — 2-е. — М. : Наука, 1969. — (Исследования по фольклору и мифологии Востока[ru])
- Пятигорский А.М. Мифологические размышления: Лекции по феноменологии мифа // Непрекращаемый разговор. — СПб. : Азбука-классика, 2004. — 432 с. — ISBN 5-352-00899-1.
- Тайлор Э.Б. Первобытная культура. — М. : Политиздат, 1989. — 576 с. — (Библиотека атеистической литературы[ru]) — ISBN 5-250-00379-6.
- Телегин С.М. Анатомия мифа: Учебное пособие. — М. : Изд-во УРАО, 2005. — С. 236. — ISBN 5-204-00449-1.
- Тренчени-Вальдапфель И. Мифология / Пер. с венгер. Е. Н. Елеонская; Редакция и предисл. проф. В. И. Авдиева. — М. : Издательство иностранной литературы[ru], 1959. — 470 с.
- Ульяновский А.В. Социальный миф как брэнд: философская антропология, эстетика, на границах запрета, etc / Рос. гос. пед. ун-т им. А.И. Герцена, Фак. философии человека. — в 2 т. — СПб. : Роза Мира, 2003.
- Хюбнер К.[de]. Истина мифа. — М. : Республика[ru], 1996. — 448 с. — (Мыслители XX века) — ISBN 5-250-02595-1.
- Чемберлен Х.С. Арийское мировоззрение / Пер. с нем. О.К. Синцовой. — М. : Мусагет[ru], 1913.
- Чмыхов Н.А. Истоки язычества Руси. — К. : Лыбидь, 1990. — ISBN 5-11-001495-7.
- Шахнович М.И.[ru]. Первобытная мифология и философия. — Л. : Наука, 1971. — 240 с.
- Юнг К.-Г. Душа и миф: шесть архетипов / пер. с англ. — К. : Порт-Рояль; М. : Совершенство, 1997. — 384 с. — (Бестселлеры психологии) — ISBN 5-89441-002-9.
- Миф в культуре: человек — не-человек / Ред. Л. А. Софронова[ru], Л. Н. Титова. — М. : Издательство «Индрик»[ru], 2000. — 320 с. — (Библиотека Института славяноведения РАН. 14.) — ISBN 5-85759-106-6.
- Миф в культуре Возрождения / [Отв. ред. Л.М. Брагина[ru]]; Науч. совет по истории мировой культуры. — М. : Наука, 2003. — 324 с. — ISBN 5-02-011802-8.
- Слово о полку Игореве: Мифологические образы Древней Руси. — Ростов-на-Дону, 2000.

Статті
- Володихин Д.[ru], Елисеев Г., Каманина А. Империя фольк-хистори // Книга и время. — 1998. — № 8. — С. 14-15.
- Л. Леви-Брюль. Первобытное мышление / Пер. с франц. под ред. проф. В. К. Никольского[en] и А. В. Киссина; С пред. ред. «Атеиста», члена Акад. наук СССР Марра, Н. Я., проф. 1 Моск. унив. В. К. Никольского и автора к русск. изд. // Атеист[ru]. — 1930.
- Лосев А.Ф. Диалектика мифа // Философия. Мифология. Культура. — М. : Политиздат, 1991. — 528 с.
- Попович М. Мифология и реальность украинского Возрождения // Дружба народов. — 1998. — № 5.
- Шнирельман В. А. Националистический миф: основные характеристики. // Славяноведение. — 1995. — № 6. — С. 3–14.

### Україномовні
Монографії
- Єкельчик С. Імперія пам'яті: Російсько-українські стосунки в радянській історичній уяві / авториз. пер. з англ.: М. Климчук, Х. Чушак ; ред. Я. Цимбал; Укр. наук. ін-т Гарвард. ун-ту, Ін-т Критики. — К. : Критика, 2008. — 303 с. — (Критичні студії) — ISBN 966-8978-08-0.
- Кінан Е. Російські історичні міфи / Перекл. В. Шовкун; Наук. ред. Н. Яковенко. — К. : КРИТИКА, 2001. — 283 с. — ISBN 966-7679-17-9.
- Костомаров М. І. Слов'янська міфологія: вибрані праці з фольклористики й літературознавства. — К. : Либідь, 1994. — 382 с. — (Літературні пам'ятки України) — ISBN 5-325-00183-3.
- Нечуй-Левицький І. Світогляд українського народу / Ескіз української міфології. — К. : АТ "Обереги", 1992. — 88 с. — ISBN 5-8104-0008-6.
- Плачинда С. П. Словник давньоукраїнської міфології. — К. : Український письменник, 1993. — 62 с. — ISBN 5-333-01275-X.
- Чорний І.П. Філософський аналіз міфології та релігійного символізму. — Чернівці : Чернівецький національний ун-т ім. Юрія федьковича, 2007.
- Антологія українського міфу: Етіологічні, космогонічні, антропогонічні, теогонічні, солярні, лунарні, астральні, календарні, історичні міфи. У 3 т. — Тернопіль : Навчальна книга — Богдан, 2006—2007.
- Винайдення традиції : научное издание / За ред. Е. Гобсбаума, Т. Рейнджера. — К. : Ніка-Центр, 2005. — 448 с. — (Зміна парадигми ; вип. 8)

Статті
- Ґадамер Г.-Ґ. Міф і розум // Герменевтика і поетика. — К. : Юніверс, 2001. — 280 с. — (Філософська думка) — ISBN 966-7305-37-6.
- Грабович Г. Грані міфічного: образ України в польському й українському романтизмі // До історії української літератури: дослідження, есе, полеміка. — К. : Основи, 1997. — 604 с. — (Гарвардська серія ; вип. 1) — ISBN 966-500-140-X.
- Зварич І. М. Міф і слово в просторово-часовому моделюванні дійсності : навч. посібник. — Чернівці : Рута, 2005. — 104 с.
- Ле Бон Г. Французька Революція та психологія революцій // Хліборобська Україна. — 1920–21. — Кн. 2, зб. 2–4.
- М. Мишанич, С. Мишанич. Міф, міфологія, міфологізм, міфокритика, міфопоетика: історія інтерпретації і розмежування понять // доп. на V Міжнар. конгресі україністів (м.Чернівці, 26-29 серп. 2002 р.). — Норд-Прес, 2002. — С. 53-58. — ISBN 966-8085-20-5.
- Моця О. П. З «міфів народів світу»: про час появи східнослов'янських націй / НАН України. Ін-т історії України; Наук. ред.: В. Ричка, О. Толочко // Ruthenica. — К., 2002. — Т. 1. — С. 64—69.
- Скринник М.А. Міф у структурі українського романтичного наративу // Мультиверсум: Філософський альманах. — К. : Український Центр духовної культури, 2006. — № 59.
- Шлеґель Ф. Промова про мітологію // Мислителі німецького романтизму / Л.Рудницький, О.Фешовець. — Івано-Франківськ : Лілея-НВ, 2003. — 588 с. — ISBN 966-668-016-5.
- Яковенко Н. М. Кілька спостережень над модифікаціями українського національного міфу в історіографії // Дух і літера. — 1998. — № 3-4. — С. 113 – 124.
- Ясь О. Історія як міф. "Гетьман – відступник" у рецепції М.Костомарова // Гетьман Іван Мазепа: постать, оточення, епоха. 3б. наук. праць / Відп. ред. В. А. Смолій, відп. секр. О. О. Ковалевська. — К. : Інститут історії України, 2008. — 398 с.

Дисертації
- Артюх, В.О. (2001). Природа національного міфу: історико-філософський контекст (Автореф. дис. ... канд. філос. наук.).

Енциклопедії
- Ясь О. В. Міф історичний // Енциклопедія історії України : у 10 т. / редкол.: В. А. Смолій (голова) та ін. ; Інститут історії України НАН України. — К. : Наукова думка, 2009. — Т. 6 : Ла — Мі. — 784 с. : іл. — ISBN 978-966-00-1028-1.
- Ясь О. В. Міф історичний // Енциклопедія сучасної України / ред. кол.: І. М. Дзюба [та ін.] ; НАН України, НТШ. — К. : Інститут енциклопедичних досліджень НАН України, 2019. — Т. 21 : Мікро — Моя. — 712 с. — ISBN 978-966-02-9001-3.

## Додаткова література
- Serhii Plokhy. The Cossack Myth. History and Nationhood in the Age of Empires / Edited by Peter Baldwin[en], Christopher Clark, James B. Collins, Mia Rodriguez-Salgado[en], Lyndal Roper[en], Timothy Snyder. — Cambridge University Press, 2012. — 406 p. — ISBN 978-1-107-02210-2.
- В'ячеслав Артюх. Що таке історичний міф та як він можливий?. Сумський історичний портал (укр.). Процитовано 6 березня 2023.
- Я.П. Гершкович. Псевдоархеологія на пострадянських просторах: неусвідомлена небезпека // Археологія. — 2011. — № 2. — С. 110-118.
- Деміфологізація історії та творення міфів в українській науці та публічному просторі: колективна монографія / Наук. ред. О. О. Салата, Ю. І. Ковбасенко. — Львів; Торунь : Liha-Pres, 2021. — 200 с. — ISBN 978-966-397-233-6.
- Новітні міфи та фальшивки про походження українців. — Збірник статей: популярне видання. — К. : Темпора, 2008. — 136 с. — ISBN 978-966-8201-32-5.